# Porta '82
Porta '82 (1983) je sampler z národního finále Porty 1982 vydaný Supraphonem na LP desce. Jde o jeden z řady samplerů z Porty, které vycházely od roku 1980 do roku 1990.

## Písně
1. Poslední víkend (Wabi Ryvola), Stopa
2. Snílek (Your Way; Randy Scruggs / Dušan Žanta), Chomouti
3. Balada o dvojím odsouzení, jež zavinil nápoj zvaný grog, Ivo Jahelka
4. Překvápko (Ladislav Kučera / Pedro Mucha), Hop trop
5. Ráno bylo stejný (Pavel Lohonka), Nezmaři
6. Podobenství o náramcích (Robert Křesťan), Poutníci
7. Dobrejtro blues (Good Morning Blues; Leadbelly / Petr Introvič a Jaroslav Müller), Blueberry
8. Vyslechni mé přání (When She Made Laughter Easy; John Starling / Svatopluk Matějka), Průdušky
9. V bufetu (Karel Plíhal), Plíharmonyje
10. Opojení (Václav Šelmát / Václav Šelmát a Jiří Toužimský), Ultramarin
11. Fotky, Stanislav Wabi Daněk
12. Za svou pravdou stát (When Side Are You On; tradicionál, upravil Jiří Tichota / Jiří Tichota), Spirituál kvintet